# Грей, Эл
А́льберт (Эл) То́рнтон Грей (6 июля 1925 — 24 марта 2000 гг.) — американский джазовый тромбонист, музыкант оркестра Каунта Бейси. Он был известен мастерским применением чашечной сурдины (вантуза), и в 1987 году написал учебное пособие «Техники чашечной сурдины».

## Карьера

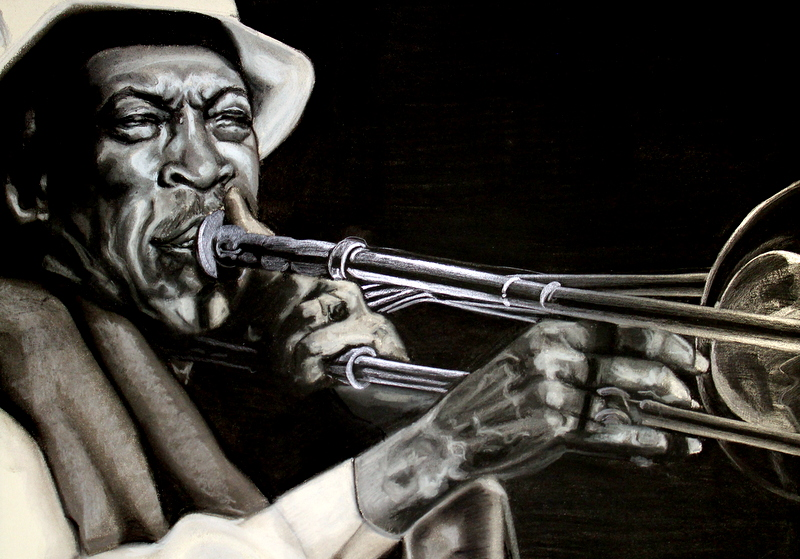
«Эл Грей, последний великий вантузист звёздного времени», Гвендолин Ланье-Гарднер, 2015 г.

Эл Грей родился в городе Олди, штат Виргиния, США, вырос в Поттстауне, штат Пенсильвания. Впервые он стал играть на тромбоне в возрасте четырёх лет, участвуя в коллективе под названием The Goodwill Boys, которым руководил его отец. Во время Второй мировой войны он служил в военно-морском флоте США, где продолжал играть на тромбоне. Вскоре после увольнения он присоединился к ансамблю Бенни Картера, затем к бэндам Джимми Лансфорда, Лаки Миллиндера и Лайонела Хэмптона. В 1950-х годах он был участником биг-бэндов Диззи Гиллеспи и Каунта Бейси. Он руководил ансамблями с участием Билли Митчелла в 1960-х годах и затем с участием Джимми Форреста. Позже он записывался с Кларком Терри и Джей Джей Джонсоном. Он сделал тридцать записей под своим собственным именем и ещё семьдесят с различными коллективами.
Его ранний стиль игры на тромбоне был вдохновлен Трамми Янгом. Грей развил своё звучание, сделав его неистовым, сильным и наполненным. Его соло часто состояли из коротких, отчётливых фраз с точно рассчитанным синкопированием. Однако, играя с сурдиной, он создавал наиболее мягкие переходы и формировал мелодичную перекличку с ведущим вокалом. Эти приёмы его игры весьма эффектно звучат в ответ на вокал Бинга Кросби в альбоме 1972 года Bing 'n' Basie.
Он умер в Скотсдейле, штат Аризона, в возрасте 74 лет после нескольких заболеваний, включая диабет.

## Дискография

### Как лидер/солидер оркестра
- Dizzy Atmosphere (Specialty, 1957)
- The Last of the Big Plungers (Argo 1960)
- The Thinking Man's Trombone (Argo, 1961)
- The Al Grey - Billy Mitchell Sextet (Argo, 1962)
- Snap Your Fingers (Argo, 1962)
- Having a Ball (Argo, 1963)
- Boss Bone (Argo, 1964)
- Night Song (Argo, 1963)
- Shades of Grey (Tangerine, 1965)
- Grey's Mood (Black and Blue, 1979)
- Get It Together (Pizza Express, 1979)
- O.D. (Out 'Dere) совместно с Джимми Форрестом (Greyforrest, 1980)
- Struttin' and Shoutin' (Columbia, 1983)
- Things Are Getting Better All the Time совместно с Джей Джей Джонсоном (Pablo, 1984)
- Just Jazz совместно с Бадди Тейтом (Uptown, 1984)
- Al Grey & Jesper Thilo Quintet (Storyville, 1986)
- Al Grey Featuring Arnett Cobb and Jimmy Forrest (Black and Blue, 1987)
- The New Al Grey Quintet (Chiaroscuro, 1988)
- Al Grey Fab (Capri, 1990)
- Live at the Floating Jazz Festival (Chiaroscuro, 1991)
- Christmas Stockin' Stuffer (Capri, 1992)
- Truly Wonderful совместно с Джимми Форрестом (Stash, 1992)
- Centerpiece: Live at the Blue Note (Telarc, 1995)
- Me 'n' Jack (Pullen Music, 1996)

### Как приглашённый музыкант
Совместно с Каунтом Бейси
- The Atomic Mr. Basie (Roulette, 1957)
- Basie Plays Hefti (Roulette, 1958)
- Basie (Roulette, 1958)
- Breakfast Dance and Barbecue (Roulette, 1959)
- Basie One More Time (Roulette, 1959)
- Chairman of the Board (Roulette, 1959)
- Strike Up the Band (Roulette, 1959)
- Dance Along with Basie (Roulette, 1959)
- Kansas City Suite (Roulette, 1961)
- Count Basie/Sarah Vaughan (Roulette, 1961)
- Easin' It (Roulette, 1963)
- Basie Picks the Winners (Verve, 1965)
- Pop Goes the Basie (Reprise, 1965)
- Big Band Scene '65 (Roulette, 1965)
- Basie Swingin' Voices Singin' (ABC-Paramount, 1966)
- Basie Meets Bond (United Artists, 1966)
- Arthur Prysock/Count Basie (Verve, 1966)
- Broadway Basie’s…Way (Command, 1966)
- Have a Nice Day (Daybreak, 1971)
- Bing 'n' Basie (20th Century Fox, 1972)
- Count Basie Plays Quincy Jones & Neal Hefti (Roulette, 1975)
- Basie Big Band (Pablo, 1975)
- I Told You So (Pablo, 1976)
- Montreux '77 (Pablo, 1977)
- Prime Time (Pablo, 1977)
- Basie Jam #2 (Pablo, 1977)
- Basie/Eckstine Incorporated (Roulette, 1979)
- Basie Jam #3 (Pablo, 1979)
- Count On the Coast (Phontastic, 1983)
- Count On the Coast Vol. II (Phontastic, 1984)
- Autumn in Paris (Magic, 1984)
- Count On the Coast '58 (Polydor, 1985)
- Live in Stockholm (Magic, 1985)
- Loose Walk (Pablo, 1988)
- Basie in Europe (LRC, 1985)

Совместно с Кларенсом Брауном
- San Antonio Ballbuster (Red Lightnin', 1974)
- Atomic Energy (Blues Boy, 1983)
- More Stuff (Black and Blue, 1985)
- Pressure Cooker (Alligator, 1985)

Совместно с Рэйем Чарльзом
- The Genius of Ray Charles (Atlantic, 1959)
- Genius + Soul = Jazz (Impulse!, 1961)
- At the Club (Philips, 1966)

Совместно с Диззи Гиллеспи
- Dizzy Gillespie at Newport (Verve, 1957)
- Dizzy in Greece (Verve, 1957)
- Birks' Works (Verve, 1958)

Совместно с Лайонелом Хэмптоном
- Newport Uproar! (RCA Victor, 1968)
- Hamp’s Big Band Live! (Glad-Hamp, 1979)
- Live at the Blue Note (Telarc, 1991)

Совместно с Джоном Хендриксом
- Fast Livin' Blues (Columbia, 1962)
- Freddie Freeloader (Denon, 1990)
- Boppin' at the Blue Note (Telarc, 1995)

Совместно с Куинси Джонсом
- Golden Boy (Mercury, 1964)
- Gula Matari (A&M, 1970)
- I Heard That!! (A&M, 1976)
- Quincy Jones Talkin' Verve (Verve, 2001)

Совместно с Оскаром Петтифордом
- The Oscar Pettiford Orchestra in Hi-Fi Volume Two (ABC-Paramount, 1958)
- In Memoriam Oscar Pettiford (Philips, 1963)
- Deep Passion (GRP Impulse!, 1994)

Совместно с Кларком Терри
- Squeeze Me! (Chiaroscuro, 1989)
- What a Wonderful World (Red Baron, 1993)
- Shades of Blues (Challenge, 1994)

Совместно с другими исполнителями
- Лорес Алегзандрия, Early in the Morning (Argo, 1960)
- Эрнестин Андерсон, Moanin'  (Mercury, 1960)
- Луи Армстронг, Louis Armstrong and His Friends (Flying Dutchman, 1970)
- Тони Беннетт, Sings Ellington Hot & Cool, (Columbia, 1999)
- Рэй Браун, Don’t Forget the Blues (Concord Jazz, 1986)
- Рэй Брайант, Madison Time (Columbia, 1960)
- Дейв Бёрнс, Warming Up! (Vanguard, 1964)
- Джо Бушкин, Play It Again Joe (United Artists, 1977)
- Арнетт Кобб, Keep On Pushin' (Bee Hive, 1984)
- Нэт Кинг Коул, Welcome to the Club (Capitol, 1959)
- Крис Коннор, Sings Ballads of the Sad Cafe (Atlantic, 1959)
- Эдди Дэвис, Jazz at the Philharmonic 1983 (Pablo, 1983)
- Сэмми Дэвис, I Gotta Right to Swing (Brunswick, 1960)
- Бадди Дефранко, Born to Swing! Star (Satelite, 1988)
- Билли Экстайн, Mr. B (Audio Lab, 1960)
- Дюк Эллингтон, Digital Duke (GRP, 1987)
- Элла Фицджеральд, Sweet and Hot (Decca, 1955)
- Элла Фицджеральд, Newport Jazz Festival Live at Carnegie Hall July 5, 1973 (CBS, 1973)
- Декстер Гордон, Settin' the Pace (Proper, 2001)
- Дейв Грусин, The Fabulous Baker Boys (GRP, 1989)
- Джон Хикс, Friends Old and New (Novus, 1992)
- Джонни Ходжес, 3 Shades of Blue (Flying Dutchman, 1970)
- Бобби Хатчерсон, The Al Grey & Dave Burns Sessions (Lone Hill Jazz, 2004)
- Джей Джей Джонсон, Things Are Getting Better All the Time (Pablo, 1984)
- Leiber-Stoller Big Band, Yakety Yak (Atlantic, 1960)
- Мельба Листон, Melba Liston and Her 'Bones (MetroJazz, 1959)
- Джимми Мак-Грифф, Blue to the 'Bone (Milestone, 1988)
- Джей Макшенн, Some Blues (Chiaroscuro, 1993)
- Ли Морган/Тэд Джонс, Minor Strain (Roulette/Capitol, 1990)
- Барбара Моррисон, I Know How to Do It (Chartmaker, 1996)
- Джо Ньюмен, Counting Five in Sweden (Metronome, 1958)
- Джонни Пейт, Outrageous (MGM, 1970)
- Пони Пойндекстер, Gumbo! (Prestige, 1963)
- Пол Куиничетт, Like Basie! (United Artists, 1959)
- Дайан Ривз, The Grand Encounter (Blue Note, 1996)
- Энни Росс, Music Is Forever (DRG, 1996)
- Бадди Тейт, Эл Грей, Just Jazz (Reservoir, 1989)
- Леон Томас, Facets (Flying Dutchman, 1973)
- Мел Торме, Night at the Concord Pavilion (Concord, 1990)
- Роберт Трауэрс, Point of View (Concord, 1995)
- Сара Воан, No Count Sarah (Mercury, 1959)
- Эдди Винсон, Kidney Stew (Black and Blue, 1996)
- Джордж Вейн, Swing That Music (Columbia, 1993)
- Фрэнк Уэсс, Гарри Эдисон, Dear Mr. Basie (Concord Jazz, 1990)
- Рэнди Вестон, Tanjah (Polydor, 1973)
- Эрни Уилкинс, Here Comes the Swingin' Mr. Wilkins! (Everest, 1960)
- Джо Уильямс, Everyday I Have the Blues (Roulette, 1959)
- Джо Уильямс, Sing Along with Basie (Roulette, 1980)